# Margaret Clitherow
Margaret Clitherow (York, 1556 - aldaar, 25 maart 1586) is een Engelse heilige en martelares in de Rooms Katholieke Kerk. Ze behoort tot de veertig martelaren van Engeland en Wales.

## Biografie
Margaret werd geboren als een van de vijf kinderen van Thomas en Jane Middleton. Haar vader was een zakenman uit York en overleed toen Margaret pas veertien was. In 1571 huwde ze met John Clitherow, een rijke slager uit de stad, en zij schonk hem drie kinderen. Drie jaar later bekeerde ze zich tot het katholicisme. Toen ze in 1577 naar de kerk trachtte te gaan werd ze hiervoor gevangen gezet in York Castle.
Desondanks bleef ze haar leven riskeren en huurde ze een huis waar ze priesters hielp met onderduiken en waar de Mis werd gevierd. Toen ze haar oudste zoon naar het seminarie in Frankrijk stuurde werden er vragen gesteld door de autoriteiten over zijn verblijfplaats. Daarop werd het huis van de familie Clitherow doorzocht en werd er een priestersgat gevonden. Hierdoor werd Margaret Clitherow opgepakt. Ze weigerde om te pleiten waardoor ze veroordeeld werd tot verplettering tot de dood. Ze stierf vijftien minuten nadat de straf werd uitgevoerd.

## Verering
Clitherow werd zalig verklaard in 1929 door paus Pius XI en uiteindelijk heilig verklaard door paus Paulus VI gezamenlijk met de veertig martelaren van Engeland en Wales. Hun feestdag in Engeland is op 4 mei en in Wales op 25 oktober. In Engeland wordt Clitherow ook op 30 augustus vereerd samen met de martelaren Anne Linne en Margaret Ward. Een reliek van haar, haar hand, wordt vereerd in de Bar Convent in York.